# Robert Bischoff (Filmeditor)
Robert William Bischoff (* 28. Januar 1899 in Denver, Colorado; † 12. Mai 1945 in Bethesda, Maryland) war ein US-amerikanischer Filmeditor.

## Leben
Robert Bischoff stand ab 1927 bei der Fox Film Corporation als Editor unter Vertrag und schnitt zunächst eine Reihe von B-Filmen. Ab 1939 wurde er auch für größere Filmproduktionen der 1935 gegründeten 20th Century Fox engagiert, wie z. B. für den Kriminalfilm Die Abenteuer des Sherlock Holmes (The Adventures of Sherlock Holmes, 1939) mit Basil Rathbone oder die Tyrone-Power-Filme Treck nach Utah (Brigham Young – Frontiersman, 1940), Im Zeichen des Zorro (The Mark of Zorro, 1940) und König der Toreros (Blood and Sand, 1941).
1943 wurde Bischoff als Lieutenant in die U.S. Navy berufen, wo er für das Fotolabor des Militärs zuständig war. Bevor er zum Film zurückkehren konnte, starb er 1945 in Bethesda, Maryland. Sein Grab befindet sich auf dem Hollywood Forever Cemetery.

## Filmografie (Auswahl)
- 1927: The Last Trail – Regie: Lewis Seiler
- 1928: Achtung Tom, Gefahr im Verzug! (Hello Cheyenne) – Regie: Eugene Forde
- 1933: Jahrmarktsrummel (State Fair) – Regie: Henry King nicht im Abspann
- 1936: Kampf in den Bergen (The Trail of the Lonesome Pine) – Regie: Henry Hathaway
- 1939: Fräulein Winnetou (Susannah of the Mounties) – Regie: William A. Seiter
- 1939: Die Abenteuer des Sherlock Holmes (The Adventures of Sherlock Holmes) – Regie: Alfred L. Werker
- 1940: The Blue Bird – Regie: Walter Lang
- 1940: Johnny Apollo – Regie: Henry Hathaway
- 1940: Treck nach Utah (Brigham Young – Frontiersman) – Regie: Henry Hathaway
- 1940: Im Zeichen des Zorro (The Mark of Zorro) – Regie: Rouben Mamoulian
- 1941: Überfall der Ogalalla (Western Union) – Regie: Fritz Lang
- 1941: König der Toreros (Blood and Sand) – Regie: Rouben Mamoulian
- 1942: Orchestra Wives – Regie: Archie Mayo
- 1942: Sechs Schicksale (Tales of Manhattan) – Regie: Julien Duvivier